# Nuštar
Nuštar es un municipio de Croacia en el condado de Vukovar-Sirmia.

## Geografía
Se encuentra a una altitud de 88 m s. n. m. a 278 km de la capital nacional, Zagreb.

## Demografía
En el censo 2011 el total de población del municipio fue de 5 793 habitantes, distribuidos en las siguientes localidades:
- Cerić - 1 458
- Marinci - 670
- Nuštar - 3 665

| Gráfica de población de Nuštar 1857-2011                            |
|                                                                     |
| Según los censos de población de la oficina estadística de Croacia. |